# Howchin Lake
Der Howchin Lake ist ein See 1,8 km südöstlich des unteren Endes des Howchin-Gletschers in den Denton Hills des ostantarktischen Viktorialands. Er gehört zum Flusssystem des Alph River.
Das New Zealand Geographic Board benannte ihn 1994 in Verbindung mit dem gleichnamigen Gletscher nach dem australischen Geologen Walter Howchin (1845–1937).